# Orbellia myiopiformis
Orbellia myiopiformis – gatunek muchówki z rodziny błotniszkowatych i podrodziny Heleomyzinae.
Gatunek ten opisany został w 1830 roku przez Jean-Baptiste’a Robineau-Desvoidy.
Muchówka o ciele długości od 3 do 4 mm i długich skrzydłach o długości od 4 do 4,5 mm. Policzki ma poniżej oczu pozbawione szczecinek. Głaszczki ubarwione są brązowo z przyciemnionymi wierzchołkami. W chetotaksji tułowia występują trzy pary szczecinek tarczkowych, a dwie pary szczecinek śródplecowych leżą przed szwem poprzecznym. Przedpiersie jest nagie. Spośród kolcowatych szczecinek na żyłce kostalnej tylko 3–4 leżą przed żyłką subkostalną. Środkowa para odnóży ma na brzusznej stronie goleni ostrogi.
Owad znany z Hiszpanii, Francji, Niemiec, Szwajcarii, Włoch, Norwegii, Szwecji, Polski, Czech, Węgier, Chorwacji, Albanii, Rumunii i północnej Rosji.